# F.E.A.R. 2: Project Origin
F.E.A.R. 2: Project Origin – gra FPS z gatunku horror wyprodukowana przez Monolith Productions i wydana w 2009 roku przez WB Games. Jest to kontynuacja gry F.E.A.R. wydanej w 2005 roku.

## Fabuła
Akcja jest kontynuacją wydarzeń z gry F.E.A.R. Gracz wciela się w Michaela Becketa, operatora Delta Force, którego zespół zostaje wysłany w celu znalezienia Genevieve Aristide około 30 minut przed końcem fabuły F.E.A.R.
Gra zaczyna się gdy Becket doznaje halucynacji – widzi Almę na tle zrujnowanego miasta. Gdy się budzi, jego zespół dociera do miejsca, gdzie mieszka Aristide, będącego pod ostrzałem ludzi z Armachamu (Armacham Technology Corporation, w skrócie ATC). Po uratowaniu Aristide, Becket odkrywa informacje o projekcie znanym jako „Harbinger”, który mówi o nim i kilku innych osobach z zespołu Delta. Aristide uważa, że Becket i jego zespół jako jedyni mogą zatrzymać Almę, jednak w tym momencie Point Man (bohater pierwszej części gry) niszczy reaktor. Becket upada podczas eksplozji.

## Rozgrywka
Główne elementy gry, takie jak spowolnienie czasu podczas walki i wysoka sztuczna inteligencja przeciwników, zostały niezmienione od czasu pierwszej części. Nowością jest możliwość tworzenia blokad przez przewracanie i przemieszczanie różnych elementów otoczenia, a także używanie mecha w niektórych misjach.
F.E.A.R. 2 nie pozwala graczowi na zapis gry w dowolnym momencie. Zamiast tego jest system punktów kontrolnych (tzw. „checkpointów”) zapisujący grę na pojedynczym slocie.

## Odbiór gry
W roku 2010 serwis internetowy UGO zamieścił tytuł na liście 11 gier posiadających najdziwniejsze zakończenie.